# アウグステ・フォン・ヘッセン＝カッセル (1823-1889)

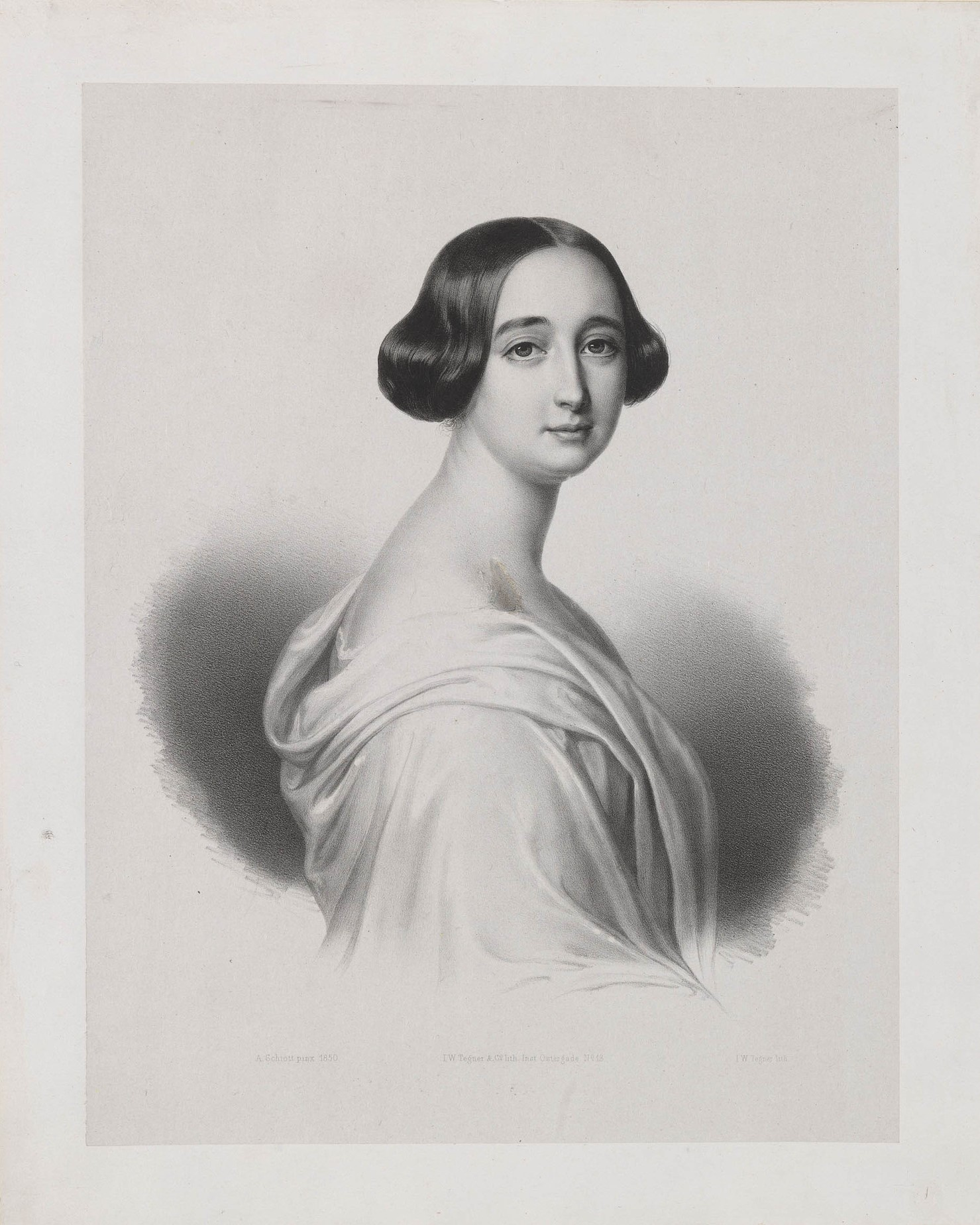
ヘッセン公女アウグステ、I・W・タイナーによるリトグラフ

アウグステ・フォン・ヘッセン＝カッセル（Auguste von Hessen-Kassel, 1823年10月30日 コペンハーゲン - 1889年7月17日 フュン島・スカンビュー教区）は、ドイツの諸侯ヘッセン家の公女。

## 生涯
ヘッセン＝カッセル＝ルンペンハイム方伯ヴィルヘルム（10世）と、その妻でデンマーク王クリスチャン8世の妹であるルイーセ・シャロデの間の第5子・四女。正式な洗礼名はアウグステ・ゾフィー・フリーデリケ・マリー・カロリーネ・ユーリエ（Auguste Sophie Friederike Marie Caroline Julie von Hessen-Kassel）。
1854年5月28日、デンマーク人大地主・政治家でデンマーク王室と友人関係にあった1歳年上のカール・フレゼリク・フォン・ブリクセン＝フィネケ男爵と結婚。ブリクセンは離婚経験者であり、結婚にこぎ着けるまでには多くの困難があった。ヘッセン＝カッセル家家長のヘッセン選帝侯フリードリヒ・ヴィルヘルム1世は、この結婚が貴賤結婚であると認めることを条件に2人の婚姻を許諾したため、アウグステは夫の家名を名乗ることはできなかった。婚礼はヘッセン＝ルンペンハイム家の居館パンカー城館にて、完全に内輪の者だけを呼んで行われ、式中にアウグステのヘッセン家に対する継承権放棄の宣言もなされた。
ブリクセンはヘルシングーア郊外のもと製糖工場だった建物を購入して大幅に改築を施し、妻に因み「ヴィラ・アウグスタ（Villa Augusta）」と名を付けて夫婦の夏の居館とした。大変裕福だった夫妻は贅沢な生活を好み、アウグステの浪費癖は夫との死別後も収まらなかった。姉のデンマーク王妃ルイーセの大家族や、その娘のロシア皇后マリヤ・フョードロヴナの一家など、欧州王族の縁戚たちと親しく交際し続けた。
アウグステは死後、ルンペンハイムのヘッセン家霊廟には入らず、フュン島の夫の墓の隣に葬られた。
夫との間に2人の息子があった。
- ヴィルヘルム・カール・フェアディナン・クリスチャン・フレゼリク・ヒルダ・ルドルフ・グスタフ・フォン・ブリクセン＝フィネケ（スウェーデン語版）（1857年 - 1909年） - スウェーデン王太子グスタフ副官・同王太子妃ヴィクトリアの愛人
- ヴィルヘルム・カール・アンナ・オットー・ゴナー・アクセル・フォン・ブリクセン＝フィネケ（1863年 - 1942年） - ベルタ・カステンスキョルと結婚、子孫あり

また、小説家カレン・ブリクセンから見ると、アウグステは義祖父（夫の祖父）の後妻にあたる。

## 引用・脚注
1. ↑  Genealogischer Almanach der regierenden Fürstenhäuser Europas, Band 6 auf das Jahr 1839. von Grumbkow Hof-Verlag, Dresden 1886.